# Jacob Collins-Levy
Jacob Collins-Levy (Melbourne, 18 marzo 1992) è un attore australiano.

## Biografia
Nato a Melbourne da madre australiana e padre inglese, ha studiato recitazione presso il 16th Street Actors Studio di Melbourne.

## Filmografia

### Cinema
- Holding the Man, regia di Neil Armfield (2015)
- Joe Cinque's Consolation, regia di Sotiris Dounoukos (2016)
- The Kelly Gang (True History of the Kelly Gang), regia di Justin Kurzel (2019)

### Televisione
- Glitch – serie TV, 3 episodi (2015)
- Barracuda, regia di Robert Connolly – miniserie TV, puntata 4 (2016)
- The White Princess, regia di Jamie Payne e Alex Kalymnios – miniserie TV (2017)
- Doctor Who – serie TV, episodio 12x08 (2020)
- Il giovane Wallander (Young Wallander) – serie TV, 5 episodi (2020)
- I casi della giovane Miss Fisher (Ms Fisher's Modern Murder Mysteries) – serie TV, episodio 2x03 (2021)
- The Witcher: Blood Origin, regia di Sarah O'Gorman e Vicky Jewson – miniserie TV (2022)
- Nautilus – serie TV, 10 episodi (2024)

## Doppiatori italiani
Nelle versioni in italiano delle opere in cui ha recitato, Jacob Collins-Levy è stato doppiato da:
- Gabriele Sabatini in The White Princess
- Mattia Billi in The Witcher: Blood Origin